# Grabkapelle
Eine Grabkapelle oder Grabkirche bezeichnet in der Regel ein Mausoleum oder ein Kirchengebäude, das vor allem als Grablege von Adels- oder Bürgerfamilien oder eines Hausklosters oder Stifts diente. Einige von diesen Kirchen werden auch heute noch nach ihrer Funktion benannt.

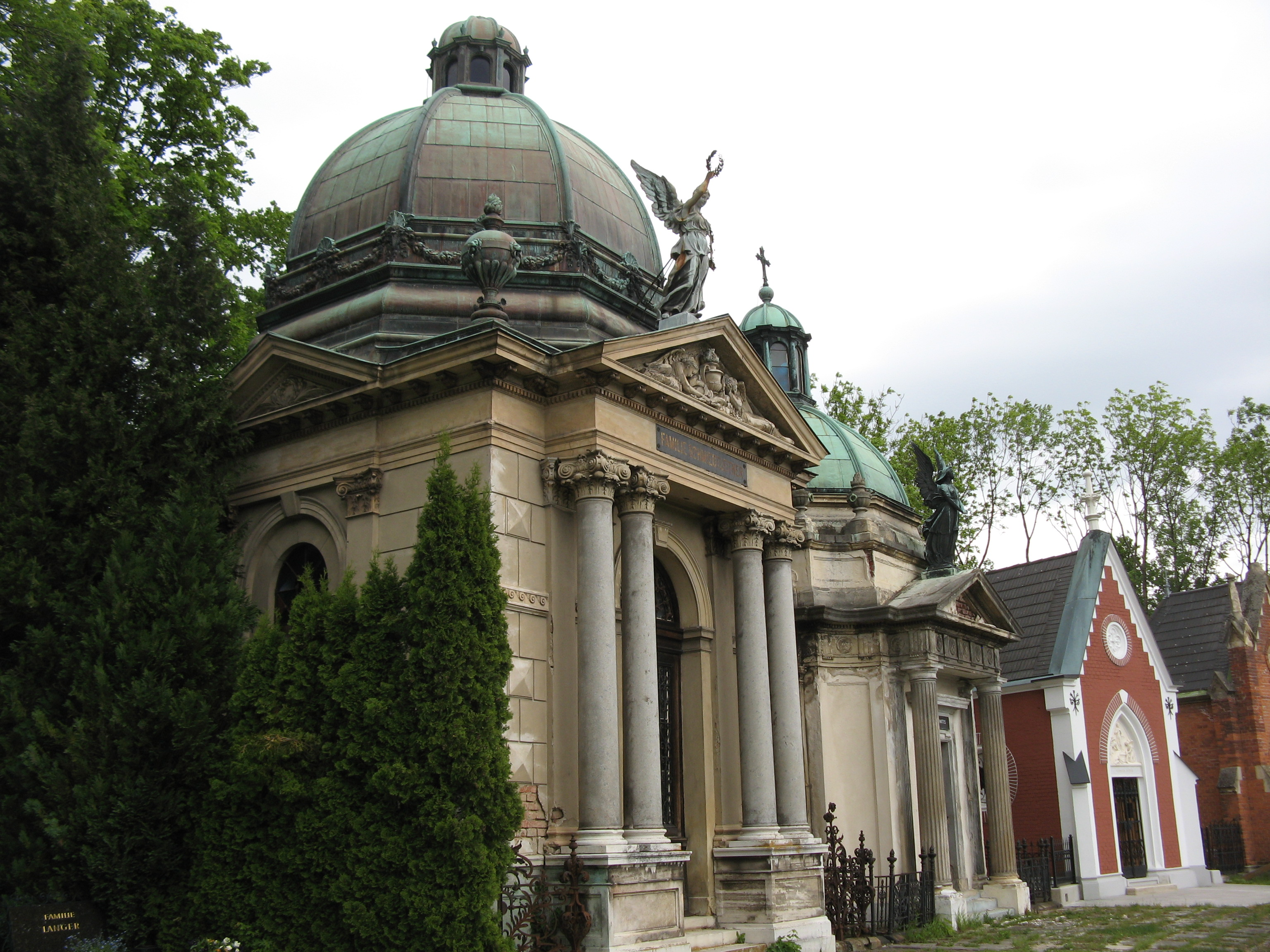
Grabkapellen am Friedhof Ober St. Veit, Wien

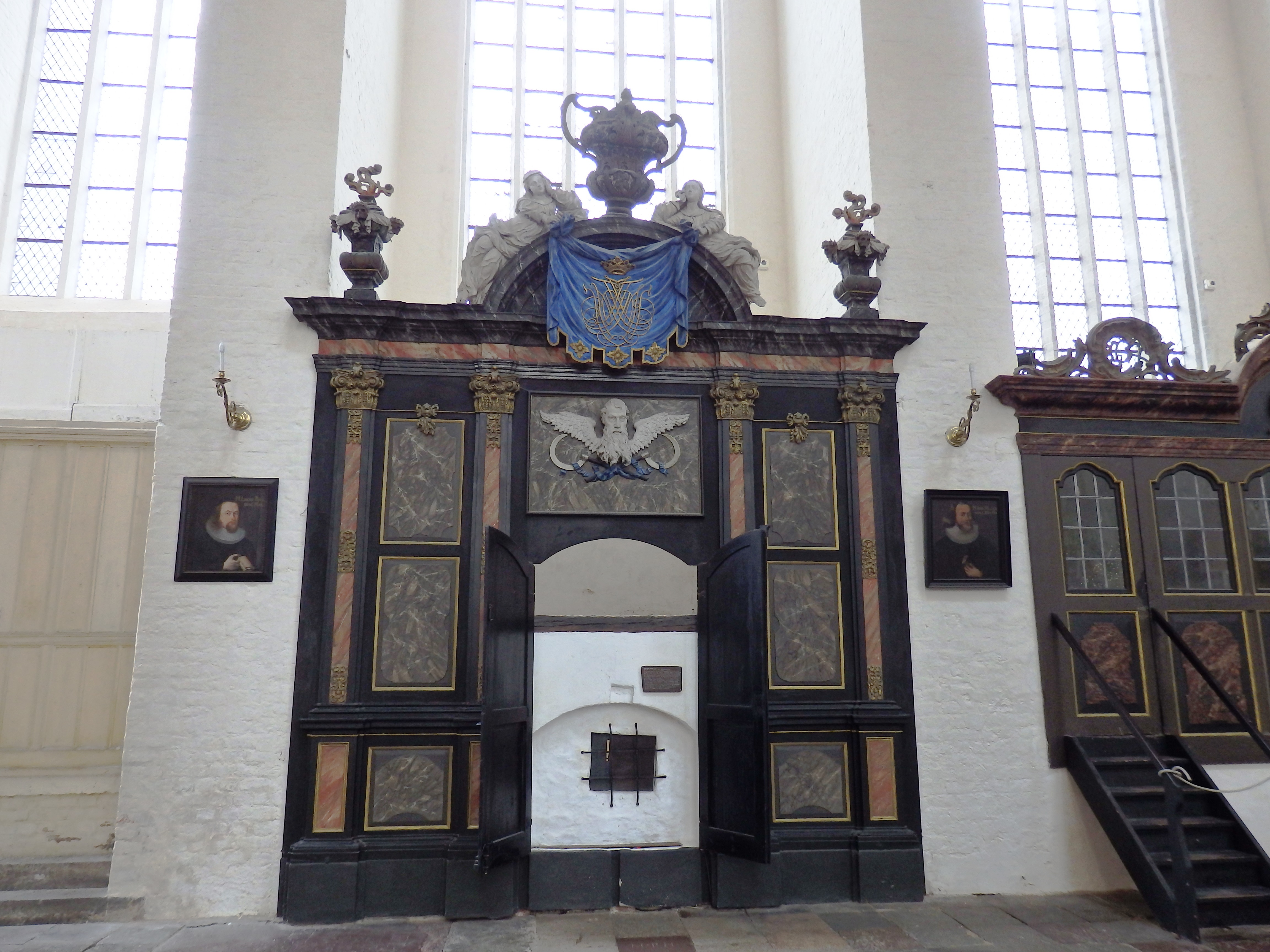
Schauwand einer Grabkapelle, St.-Marien-Kirche Stralsund

Insbesondere Kirchen oder Kapellen, in denen sich Gräber von Heiligen oder politisch, mitunter auch kulturell bedeutenden Persönlichkeiten begraben liegen, werden gelegentlich als Grabkirche dieser Persönlichkeiten bezeichnet.
Ebenfalls aufgrund ihrer Verwendung als Kolumbarium für Urnenbestattungen werden ehemalige Kirchen als Grabkirche oder Grabeskirche bezeichnet, darunter als erste in Deutschland St. Josef in Aachen.
Eine Ausnahme von dieser funktionalen Benennungsweise bildet die Grabkirche (Deggendorf), bei der der Name auf ein Hostienwunder zurückgeht. Von den Funktionsgebäuden zu unterscheiden sind auch die sogenannten Grabeskirchen, die in Nachbildung der Jerusalemer Grabeskirche nach ihr benannt werden.

## Grabkapellen in Seitenschiffen von Kirchen
Neben den gesamten Kirchgebäuden gibt es auch Grabkapellen, die nur einen abgeschlossenen Bereich innerhalb eines Seitenschiffes einer Kirche bilden. So enthält die St.-Marien-Kirche (Stralsund) in beiden Seitenschiffen jeweils mehrere Grabkapellen, in denen Särge hinter einer sehr repräsentativen Schauwand als Verkleidung übereinandergestapelt wurden. Diese Schauwände, die sich horizontal meist dreiteilig in eine Sockelzone, ein Hauptgeschoss und einen Aufsatz gliedern, geben vielen Kirchen ihren besonderen Charakter.

## Bekannte Grabkirchen und -kapellen
Bei den hier genannten Grabkapellen handelt es sich um eine Auswahl mit eigenen Einträgen. 

### Deutschland
- Grabkapelle auf dem Württemberg, Grablege der Württemberger Königsfamilie in Stuttgart-Rotenberg
- Großherzogliche Grabkapelle Karlsruhe, Grablege der Zähringer im Fasanengarten
- Grabkapelle Wieck, Lepel (Adelsgeschlecht)
- Stourdza-Kapelle, Grablege der Fürstenfamilie Stourdza in Baden-Baden
- Stiftskirche (Baden-Baden), Grablege der Markgrafen von Baden
- St. Michael (Pforzheim), Grablege der Markgrafen von Baden
- Stiftskirche Stuttgart, Grablege der Grafen von Württemberg
- Denkmalskirche im Berliner Dom, Grablege der Hohenzollern
- Kanitz-Kyawsche Gruft in Hainewalde, in Sachsen einmalig reich gestaltete barocke Grabkapelle
- Grabkapelle Doerr und Reinhart, Worms

### Europa
Einige der älteren Friedhöfe Europas verfügen über Bereiche, in denen eine große Anzahl von Grabkapellen zu finden ist. Dies ist unter anderem auf dem Cimetière du Père-Lachaise in Paris, sowie dem Cimitero Monumentale in Mailand der Fall. 
- Westminster Abbey, Grablege der Herrscher Englands bis 1760, in London
- Kapuzinergruft, Grablege der Habsburger und Habsburg-Lothringer, Wien
- Capilla Real, Anbau der Kathedrale von Granada in Granada, Spanien
- Kapelle Hl. Apostel Peter und Paul auf dem Mirogoj-Friedhof, Zagreb, Kroatien
- Chapelle Impériale (Ajaccio), Napoleon auf Korsika

### Vorderasien und Afrika
- Grabkapelle des Nebamun ih Theben (Ägypten)
- Grabeskirche mit der Heilig-Grab-Ädikula in Jerusalem (Israel)